# آدریانا اوگارته
آدریانا اوگارته (اسپانیایی: Adriana Ugarte‎؛ زادهٔ ۱۷ ژانویهٔ ۱۹۸۵) بازیگر اهل اسپانیا است.
از فیلم‌هایی که وی در آن نقش داشته است، می‌توان به بیمارستان مرکزی، بانو، جولیتا و درختان نخل در برف اشاره کرد.